# 진주종
진주종(眞珠腫, Cholesteatoma)은 중이염의 한 종류로, 귀 주위 뼈를 파괴하는 질병이다.

## 같이 보기
- 중이염